# Наппи, Валентина
Валенти́на На́ппи (итал. Valentina Nappi; род. 6 ноября 1990 года, Скафати, Италия) — итальянская порноактриса.

## Биография

### Карьера в порноиндустрии
Дебют в порноиндустрии состоялся в 2011 году в 21-летнем возрасте. За карьеру снялась более чем в 180 порнографических видео. В июне 2012 года стала Playmate месяца итальянского издания журнала Playboy, а в ноябре 2013 года — Киской месяца журнала Penthouse.

### Вне карьеры
Валентина потеряла отца, когда ей было 15 лет. Изучала искусство и дизайн в университете.
Имеет репутацию «интеллектуальной порнозвезды», писала о положении мужчин и женщин в современном обществе, принимала участие в философском фестивале. С 2014 года ведёт колонку в левом издании MicroMega. В полемике с философом Диего Фузаро о капитализме объявила себя сторонницей «футуристического коммунизма». Считает, что настоящее «столкновение цивилизаций» пролегает не между исламом и Западом, а между «силами модерна (моральной автономией Канта, утилитаризмом Бентама, позитивизмом, футуризмом и коммунизмом)» и «силами традиции, религии, социального консерватизма и экономического консерватизма (который сегодня представлен неолиберализмом и наступлением на трудовые права)». Утверждает, что видит порнографию как «средство подрыва буржуазного лицемерия».
В 2014 году Наппи на своей странице Facebook выступила за принятие в Италии сирийских беженцев, и это заявление вылилось в конфликт с политиком Маттео Сальвини из националистической партии «Лига Севера». Ещё больше скандала вызвал её ответ Сальвини — фото, на котором Валентина в футболке с флагом КША позировала в окружении чернокожих мужчин перед съёмкой порнофильма.
В 2018 году вышла посвящённая ей документальная лента «Я — Валентина Наппи» (итал. Io sono Valentina Nappi), а в 2024 — комедия Amazon Prime Video «Всё ещё на коне» (итал. Pensati sexy, англ. Still Fabulous), в которой она сыграла одну из главных ролей.
С сентября 2020 года замужем за Джованни Ланьезе, своим спутником жизни на протяжении десятилетия.

## Премии и номинации

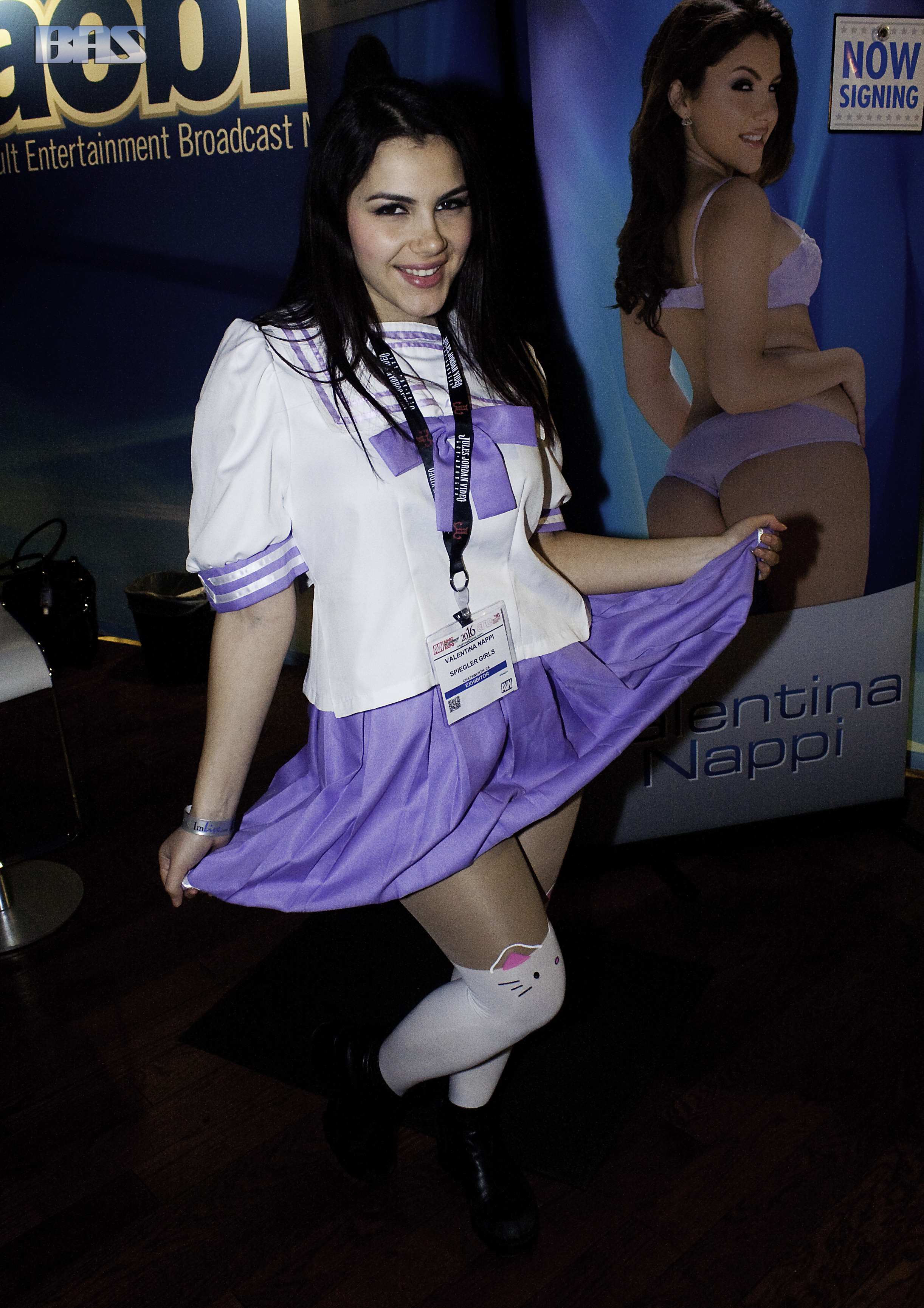
Валентина Наппи на AVN Adult Entertainment Expo, 2016 год

| Год  | Церемония         | Категория                                               | Работа              | Результат |
| ---- | ----------------- | ------------------------------------------------------- | ------------------- | --------- |
| 2013 | XBIZ Award        | Лучшая иностранная исполнительница                      |                     | Номинация |
| 2013 | AVN Award         | Лучшая иностранная исполнительница                      |                     | Номинация |
| 2013 | AVN Award         | Лучшая сцена триолизма — Ж/Ж/М                          |                     | Номинация |
| 2013 | AVN Award         | Самая перспективная новая старлетка (по версии фанатов) |                     | Номинация |
| 2013 | AVN Award         | Лучшие сиськи (по версии фанатов)                       |                     | Номинация |
| 2016 | AVN Award         | Лучшая сцена триолизма (ЖЖМ)                            | Anikka’s Anal Sluts | Победа    |
| 2017 | XBIZ Award        | Лучшая иностранная исполнительница года                 |                     | Победа    |
| 2017 | AVN Award         | Лучшая сцена c транссексуалом                           | Girl/Boy 2          | Победа    |
| 2018 | XBIZ Europa Award | Международная звезда кроссовера                         |                     | Победа    |
| 2019 | XRCO Award        | Невоспетая сирена                                       |                     | Победа    |

## Фильмография
- All Things Anal 2
- Anal Is My Business
- Babysit My Ass 3
- Bitch Confessions 3
- Curvy Girls 6
- Hooked Up
- Naughty Maids 2
- Teens Love Huge Black Cocks
- Whore Hotel
- Young Harlots: Forbidden Fruit